# Stoliczka-Insel
Die Stoliczka-Insel (russisch Остров Столичка, Ostrow Stolitschka)  ist eine unbewohnte Insel des zu Russland gehörenden arktischen Franz-Josef-Lands. Administrativ gehört sie zur Oblast Archangelsk.

## Geographie
Die kleine Insel liegt im Norden der zentralen Inselgruppe (Zichy-Inseln) im Archipel Franz-Josef-Land. Gemeinsam mit der Apollonow-Insel und den Milowsorow-Riffen ist sie der Ostspitze der Payer-Insel vorgelagert. Weiter im Süden liegt die Kuhn-Insel. Die Stoliczka-Insel ist etwa einen Quadratkilometer groß und bis zu 81 Meter hoch. Bei einer Breite von knapp 800 Metern ist sie in Südwest-Nordost-Richtung 2,4 Kilometer lang. Sie fällt an ihrer Südostküste relativ steil ab, während das Gefälle nach Nordwesten geringer ist. Die Insel ist nicht vergletschert.

## Flora und Fauna
Der sanfter abfallende nordwestliche Teil der Insel weist stellenweise Tundravegetation auf. Am Strand sind häufig Walrosse anzutreffen. An den Felswänden der Südostküste gibt es Brutkolonien des Krabbentauchers, der Gryllteiste, der Dreizehenmöwe und der Eismöwe.

## Geschichte
Die Stoliczka-Insel wurde 1873 von der Österreichisch-Ungarischen Nordpolexpedition entdeckt und ist bereits auf der ersten Karte Franz-Josef-Lands unter diesem Namen verzeichnet. Julius Payer benannte sie nach dem mährischen Forschungsreisenden, Geologen und Paläontologen Ferdinand Stoliczka.